# 372

## Decese
- dată necunoscută: Ilarion cel Mare  (n. 291)
- 12 aprilie: Sava Gotul  (n. 334)